# Centrale Raad van Beroep
De Centrale Raad van Beroep (afgekort CRvB) is het hoogste rechterlijk college in Nederland in een deel van de bestuursrechtelijke geschillen en spreekt recht in een deel van de zaken waarop de Algemene wet bestuursrecht van toepassing is. Het gaat hierbij met name om zaken op het gebied van sociale zekerheid en ambtenarenrecht. Ook is de Centrale Raad van Beroep de eerste en enige rechter in geschillen betreffende de uitvoering van wetten voor oorlogs- en vervolgingsgetroffenen en voor beroepen van rechterlijke ambtenaren.
Tegen uitspraken van de rechtbank op het gebied van sociale-zekerheidsrecht en ambtenarenrecht staat dus hoger beroep open bij de Centrale Raad van Beroep.
De Centrale Raad van Beroep wordt geleid door een bestuur; bestaande uit de president, een rechterlijk bestuurslid en een niet-rechterlijk bestuurslid. De Centrale Raad van Beroep kent als organisatorische eenheden drie werkstromen, een Bedrijfsbureau en een Wetenschappelijk Bureau.
De Centrale Raad van Beroep is gevestigd te Utrecht, op het adres Vrouwe Justitiaplein 1, 3511 EX Utrecht.

## Presidenten
De volgende personen waren achtereenvolgens president van de Centrale Bureau van Beroep vanaf 1903:
| Ambtsperiode   | Naam                          |
| -------------- | ----------------------------- |
| 1903–1914      | E. Fokker                     |
| 1914-1919      | R.P. Cleveringa               |
| 1919-1933      | H. Reuyl                      |
| 1933-1939      | A.I.M.J. baron van Wijnbergen |
| 1939-1940      | C.M.A. Bijleveld              |
| 1940-1946      | E.J. Beumer                   |
| 1946-1949      | G.M.A. Smeenk                 |
| 1949-1956      | J. Kuiper                     |
| 1956-1970      | H.L. Hoogenhuis               |
| 1970-1975      | A. Blom                       |
| 1975-1984      | C.J.A. Koning                 |
| 1984-1990      | W.H. Schipper                 |
| 1990-1995      | A.G. van Galen                |
| 1995-2001      | H. Bekker                     |
| 2001-2007      | J.G. Treffers                 |
| 2007-2018      | Th.G.M. Simons                |
| 2018–1-4-2025  | T. Avedissian                 |
| 1-4-2025-heden | J.C. Boeree (wnd.)            |

## Werkstroom Ambtenaren, Voorzieningen en Internationale Kamer
Binnen de werkstroom Ambtenaren, Voorzieningen en Internationale Kamer zijn teams werkzaam die deels in hoger beroep en deels in eerste aanleg geschillen behandelen over onder meer de (militaire) ambtenarenwet en wetten betreffende oorlogs- en vervolgingsslachtoffers, en onder meer de Wet Maatschappelijke Ondersteuning, de Wet Langdurige Zorg, studiefinanciering, volksverzekeringswetgeving (ANW, AOW en AKW) en internationaal recht.

## Werkstroom Bijstand
Binnen de Werkstroom Bijstand zijn teams werkzaam die in hoger beroep geschillen behandelen over onder meer de bijstandswetgeving.

## Werkstroom Sociale Verzekeringen
Binnen de werkstroom Sociale Verzekeringen zijn teams werkzaam die in hoger beroep geschillen behandelen over onder meer: de arbeidsongeschiktheidswetgeving (WIA, WAO, WAZ, WAJONG en ZW), dagloonzaken, verzekeringsplicht, Werkloosheidswet en de Toeslagenwet.

## Bedrijfsbureau
Bij het Bedrijfsbureau van de Centrale Raad van Beroep zijn de volgende taken ondergebracht:
- personeelsbeheer, werving en selectie, Arbobeleid, personeelsbeleidsadvisering;
- communicatie en managementinformatie;
- bestuursondersteuning, kwaliteitszorg en controlling;
- financiën;
- automatisering;
- huisvesting;
- repro;
- bodedienst.

## Wetenschappelijk Bureau
De medewerkers van het Wetenschappelijk Bureau van de Centrale Raad van Beroep verrichten onderzoekswerk voor, en bieden tevens ondersteuning aan, interne commissies van de Centrale Raad van Beroep, waaronder de commissie bestuursrecht en bestuursprocesrecht. Deze commissies van de Centrale Raad van Beroep zijn ingesteld voor de advisering over algemene onderwerpen die de gehele Centrale Raad van Beroep aangaan. Met soortgelijke bureaus bij de andere hoger beroepscolleges (Hoge Raad, Afdeling bestuursrechtspraak van de Raad van State en het College van Beroep voor het bedrijfsleven) worden contacten onderhouden.